# HMS Narwhal (N45)
HMS Narwhal (N45) — подводный минный заградитель типа «Грампус» КВМФ Великобритании времён Второй мировой войны. Построен компанией Vickers-Armstrongs, спущен на воду 29 августа 1935 года. Потоплен 23 июля 1940 года немецким самолётом у берегов Норвегии.

## История службы
В феврале 1940 года «Нарвал» участвовал в потоплении немецкой подводной лодки U-63 к юго-востоку от Шетландских островов, в мае он торпедными атаками потопил немецкий войсковой транспорт «Буэнос-Айрес» и повредил войсковой транспорт «Баия Кастильо», который смог достичь порта, но впоследстии не восстанавливался и был списан.
Большинство военных успехов «Нарвала» произошло благодаря минных постановкам: на его минах подорвались и затонули немецкие вспомогательные тральщики M 1302 / Schwaben, M 1102/H.A.W. Möllerthe, Gnom 7, Kobold 1 и Kobold 3; немецкий тральщик M 11; немецкий вспомогательный охотник за подводными лодками UJ D / Treff VIII; вооружённый траулер V 1109 / Antares и шведский транспорт «Haga».
Также, на минах «Нарвала» получили повреждения вооружённый траулер V 403 / Deutschland, немецкие транспорты «Того» и «Клара М. Русс», а вспомогательный тральщик M 1101 / Fock und Hubert и транспорт Palime выбросились на берег, но впоследствии не восстанавливались.
«Нарвалу» часто приписывают потопление норвежского рыболовного судна «Арильд», но на самом деле он подорвался на немецкой оборонительной мине.
По одной из версий гибели подводной лодки U-1, она, возможно, тоже подорвалась на минах, выставленных «Нарвалом».
В свой последний поход «Нарвал» отправился из Блита 22 июля 1940 года. Вечером 23 июля немецкий самолёт Dornier Do 17 лейтенанта цур зее Миллера из состава 1/KüFlGr 606 совершил атаку подводную лодки в районе, где должен был находиться «Нарвал». Немцы считали, что атаковали однотипный HMS Porpoise, но поскольку «Нарвал» больше не докладывал, предполагается, что эта атака потопила его.
В 2017 году польская экспедиция в поисках ORP Orzeł обнаружила затонувший корабль, на основании данных гидролокатора предварительно опознанный как HMS Narwhal .